# Anomala uncinata
Anomala uncinata är en skalbaggsart som beskrevs av Ohaus 1916. Anomala uncinata ingår i släktet Anomala och familjen Rutelidae. Inga underarter finns listade i Catalogue of Life.